# Asplenium obovatum
Asplenium obovatum là một loài dương xỉ trong họ Aspleniaceae. Loài này được Viv. mô tả khoa học đầu tiên năm 1824.
Danh pháp khoa học của loài này chưa được làm sáng tỏ. 

## Hình ảnh

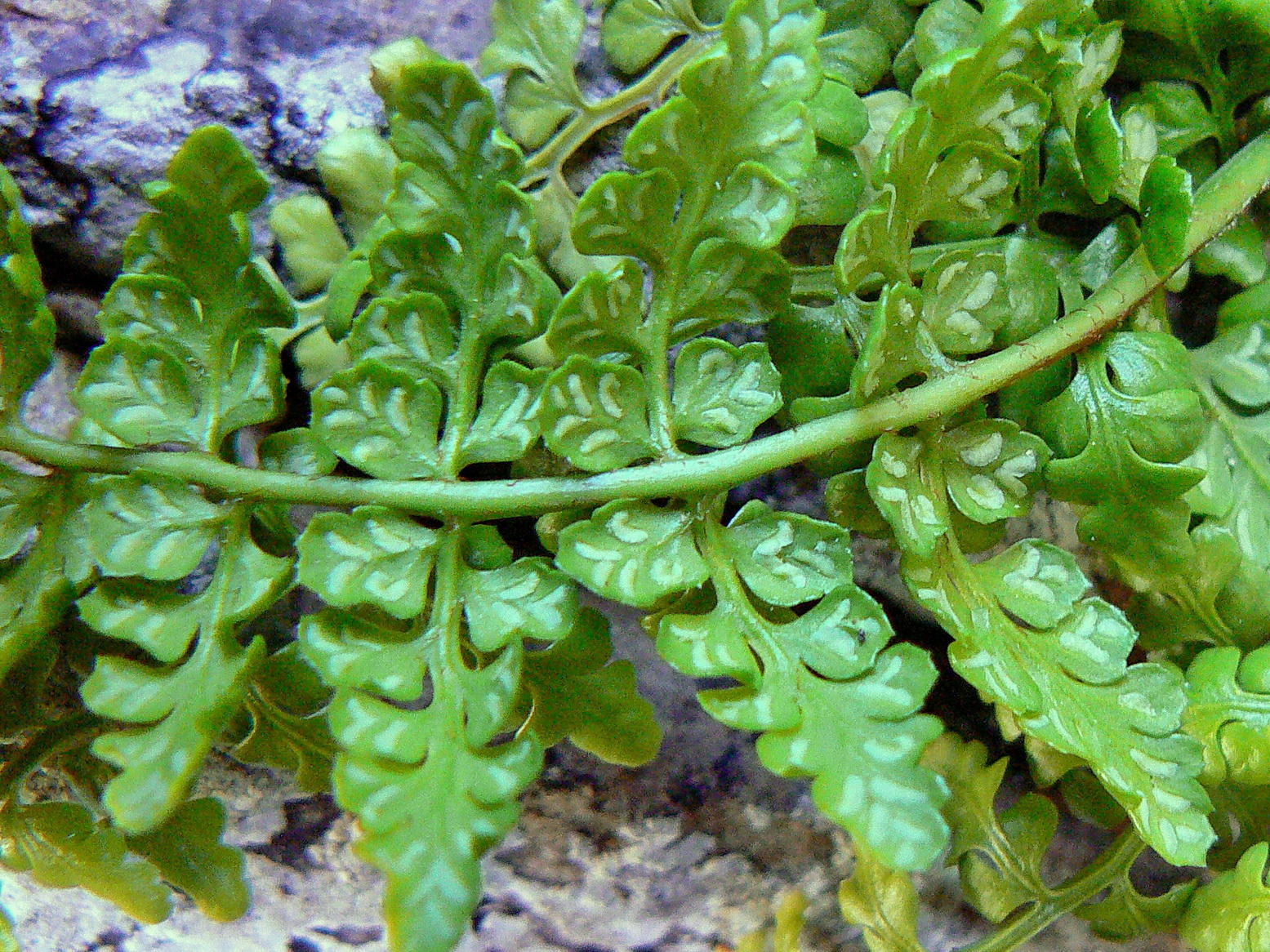
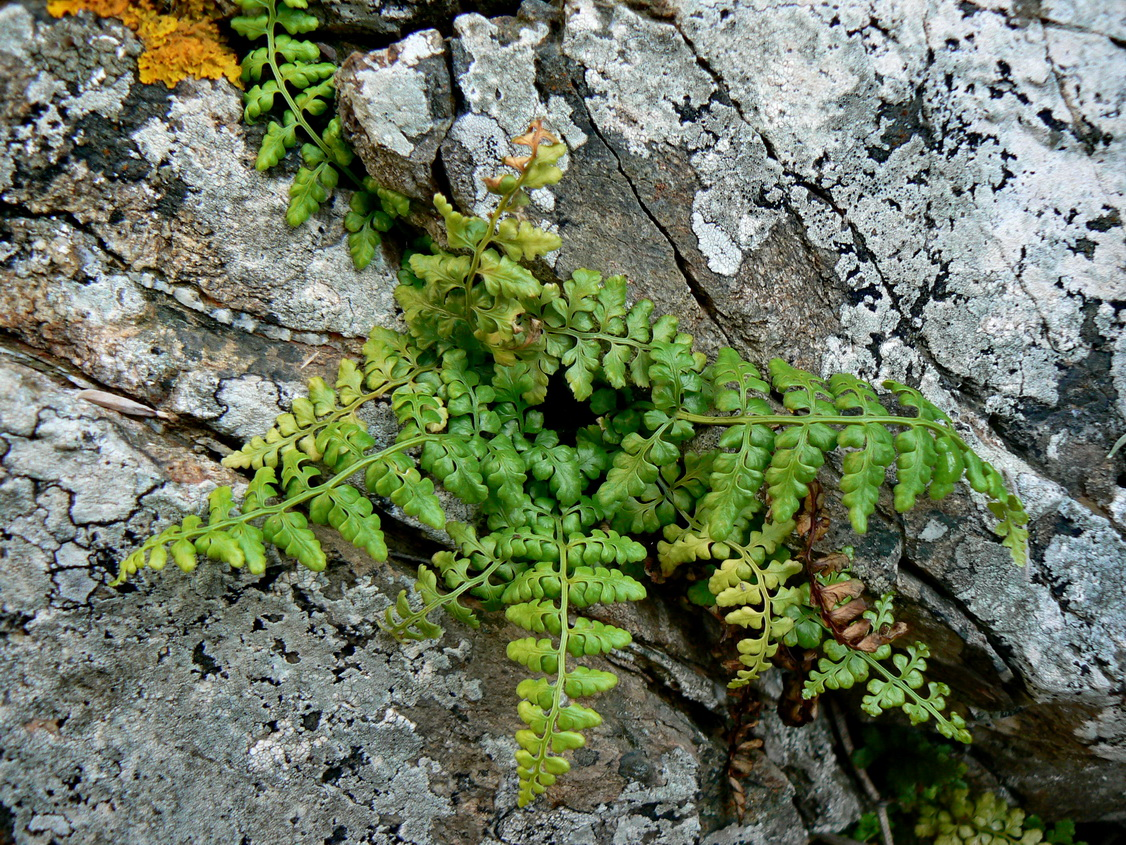